# Stausee Humenice
Der Stausee Humenice ist ein Wasserreservoir auf dem Gebiet der Gemeinde Horní Stropnice (Strobnitz) in Tschechien. Er dient hauptsächlich dem Hochwasserschutz in der Stropnice (Strobnitz) sowie zudem als Speicher für die Fischteiche und Hälter bei Štiptoň (Winau) und der Energieerzeugung.

## Lage
Der Stausee befindet sich dreieinhalb Kilometer südwestlich der Stadt Nové Hrady (Gratzen) in den Novohradské podhůří (Gratzener Gebirgsvorland). Gestautes Gewässer ist die Stropnice. Flussabwärts erstreckt sich das Nationale Naturdenkmal Terčino údolí (Theresienthal). Über den Damm führt der Fahrweg zwischen Humenice (Maierhof) und Světví (Gschwendt). Der Stausee liegt im Naturpark Novohradské hory.
Umliegende Orte sind Krčín (Gritschau) im Norden, Cuknštejn (Zuckenstein) im Nordosten, Světví im Osten, Vyhlídky (Egersee) im Südosten, Horní Stropnice im Süden sowie Olbramov (Wolfersdorf) und Humenice im Westen.

## Geschichte

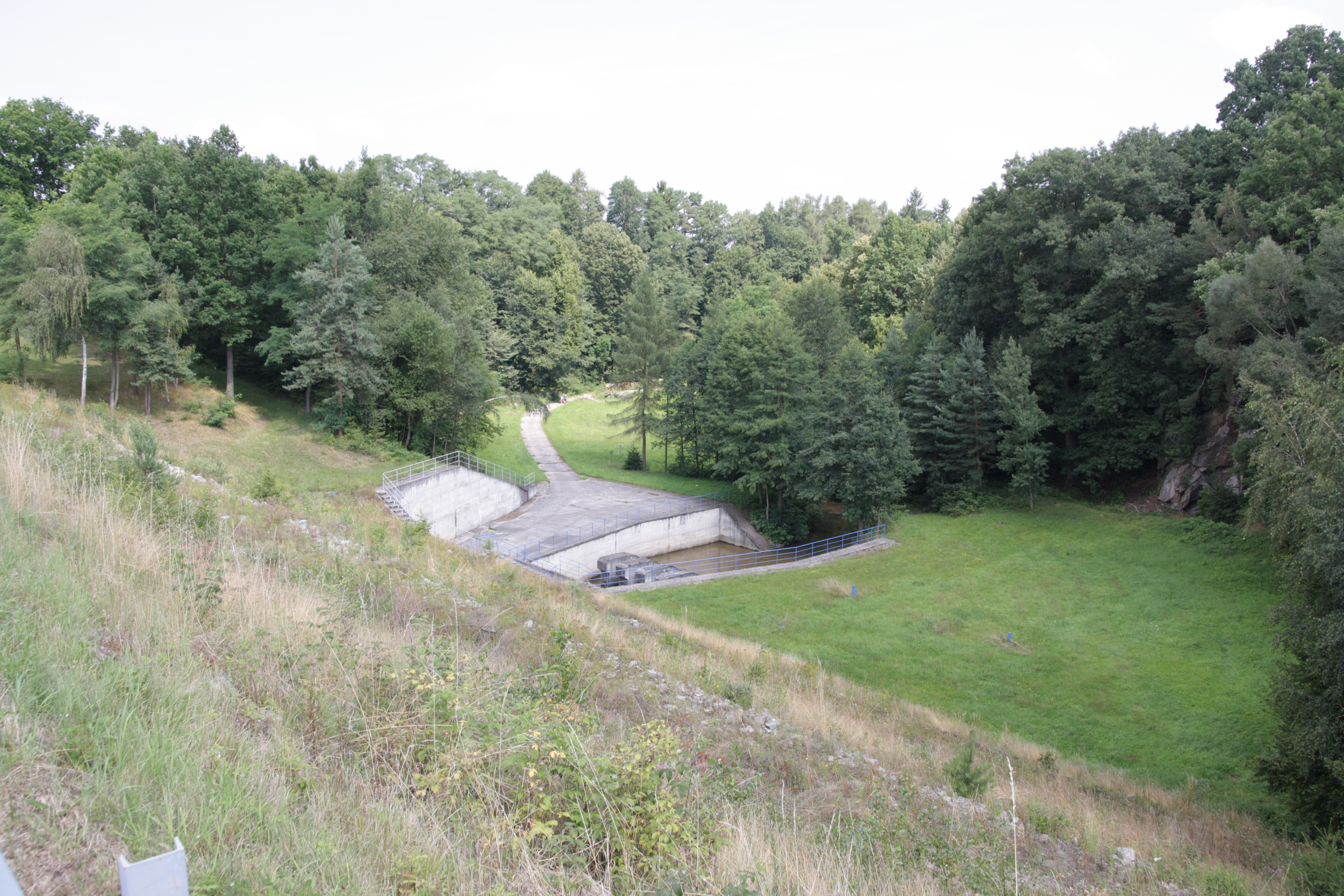
Blick vom Damm auf den Auslauf

Der 1985 am Flusskilometer 45,1 der Stropnice begonnene Talsperrenbau war eine wasserwirtschaftliche Maßnahme im Vorfeld der Errichtung des Kernkraftwerks Temelín.
Für den Bau des Kernkraftwerkes in der Flur Temelínec wurden 1985 die innerhalb einer Zwei-Kilometer-Sperrzone gelegenen Dörfer Březí u Týna nad Vltavou, Knín, Křtěnov, Podhájí und Temelínec abgesiedelt. Als Ersatz für die durch den Kraftwerksbau beanspruchten landwirtschaftlichen Flächen wurden unterhalb von Nové Hrady Teile der Sumpfgebiete an der Stropnice trockengelegt und urbar gemacht. Zum Schutz der in der Flussaue neugewonnenen Flächen vor den regelmäßigen Hochwassern wurde die Talsperre bei Humenice errichtet. 1988 war der Bau vollendet. Die natürliche Beschaffenheit der Ufer wurde belassen, die den nördlichen Teil umgebenden Gehölze sind natürlicher Bewuchs.

## Stauanlage
Der an der Nordseite des Sees befindliche 200 m lange und 20 m hohe Damm ist ein Steinschüttdamm mit wasserseitiger Folienabdichtung.
Dem Damm vorlagert ist ein kombinierter Wasserentnahmeturm mit Schachtüberlauf, zwei Bodenauslässen und einem Abflussstollen mit Auslaufbauwerk. Im Maschinenraum befindet sich ein Kleinkraftwerk mit einer Banki-Turbine.
Im unteren Teil des Turmes befinden sich zwei, über Schieber verschließbare, Grundablässe mit einer Nennweite von je 400 mm und einer Durchlasskapazität von 2,7 m³/s. Der Sicherheitsüberlauf hat einen Durchmesser von 8,8 m und eine Länge von 27,63 m; sein maximales Fassungsvermögen liegt bei 80,33 m³/s. Die durchschnittliche Durchflussmenge am Damm liegt bei 0,34 m³/s, für ein Jahrhunderthochwasser wird sie mit 40 m³/s bemessen.
Über eine Banki-Turbine können im Fallbereich von 5 – 12 m bei einem maximalen Durchfluss von 0,25 m³/s 18 kW erzeugt werden.